# SN 2009jx
SN 2009jx – supernowa typu II odkryta 17 października 2009 roku w galaktyce UGC 11695. W momencie odkrycia miała maksymalną jasność 17,30m.